# Kennemerland
Kennemerland is een streek in de Nederlandse provincie Noord-Holland die wordt begrensd door West-Friesland in het noorden, Waterland en Amstelland in het oosten, de Bollenstreek in het zuiden en de Noordzee in het westen.

## Geschiedenis
De naam Kennemerland komt van Kennehim of Kinnin, moderner "Kinheim". Over de oorsprong van de naam zijn de meningen verdeeld. Sommigen leggen de grens bij de voormalige IJ-monding tussen Heemskerk en Castricum, anderen plaatsen de grens meer naar het noorden, met name het gebied rond Hargen en Schoorl. Vóór het gewest en graafschap was het gebied een onderdeel van het rijk van de Friezen. Voor en tijdens de Romeinse tijd lag hier het woud Baduhenna.

### Romeinen
In 28 na Chr. werd het Romeinse fort Castellum Flevum door de Friezen verwoest in het kader van de opstand van de Friezen tegen Olennius, landvoogd van de Romeinen. In het Baduhenna-woud ("apud lucum quem Baduhennae vocant") werden de Romeinen die versterkingen hadden gekregen uit het fort van Noviomagus (Nijmegen) vervolgens vernietigend verslagen (Zie Slag in het Baduhennawoud).

### Middeleeuwen
Kennemerland was als Kinhem in de vroege middeleeuwen een gouw in Frisia ten westen van het Vlie (onder de Frankische gezagsperiode). Vanaf de 8e eeuw viel het bewind onder de gouwgraaf die de Frankische koning vertegenwoordigde en verantwoordelijk was voor de rechtspraak, het innen van gelden, het handhaven van de orde en het oproepen en aanvoeren van dienstplichtigen.
Graaf Willem II liet op de grens van Kennemerland en West-Friesland de Torenburg bouwen langs de enige toegangsweg. Het werd vanaf ongeveer 1254 de residentie van de baljuw van Kennemerland.
Het baljuwschap Kennemerland werd ingesteld door graaf Floris V van Holland als onderdeel van het graafschap Holland en omvatte zelf circa 20 heerlijkheden.
In de 13e eeuw wilden de Kennemers meer zelfstandigheid. Dit leidde in 1272 tot de Kennemer Opstand. Graaf Floris V (1254 - 1296), sinds 1266 graaf van Holland en Zeeland, sloeg de opstand neer, maar verleende hun wel in 1274 landrecht, uit vrees dat ze zich zouden verenigen met de vijandige West-Friezen.
Dat gebeurde toch in 1492. Het gevolg was een opstand in Kennemerland: de Opstand van het Kaas-en-Broodvolk. De muiters maakten zich meester van Haarlem en rukten op naar Leiden, maar werden door een ijlings verzameld legertje Duitse huurlingen in de pan gehakt op het kerkhof van Heemskerk.

### Moderne Tijd
Van 1573 tot 1795 (Franse inval) vormde het gebied ten noorden van het IJ (inclusief Velsen) een zelfstandige bestuurseenheid onder de naam 'West-Friesland en het Noorderkwartier', die alleen nog formeel (in naam) deel uitmaakten van het gewest Holland. Dit op persoonlijk verzoek van Willem van Oranje, die de vorming van nog een extra gewest/provincie in Nederland bezwaarlijk achtte.
De hoofdstad van dit gebied was Hoorn. Hier vergaderden de gecommitteerde raden (van de 5 belangrijkste steden), was de admiraliteit gevestigd en (afwisselend met Enkhuizen en aanvankelijk ook Medemblik) de Westfriese Munt. In deze tijd werd in de praktijk het gehele gebied met West-Friesland aangeduid, en werd de term Kennemerland vooral gebruikt voor Haarlem en omgeving en voor de duinrand.
In de Franse tijd werd het gebied eerst omgevormd tot het 'Departement van Texel' (hoofdstad Alkmaar). Al na enkele jaren werd dit aangepast, waardoor er een provincie ontstond die sterk op het huidige Noord-Holland leek. Na het einde van de Franse tijd (1810) werd de provincie Holland hersteld, maar met twee bestuurscentra, die in 1840 toch weer officieel twee provincies werden. Na een bestuurlijke strijd werd besloten dat de Kennemer hoofdstad Haarlem en niet Amsterdam de hoofdstad van de nieuwe provincie Noord-Holland zou worden.
In de jaren-1870 werd dwars door Kennemerland het Noordzeekanaal gegraven. De streek werd blijvend verdeeld in een Noord- en een Zuid-Kennemerland. Noord-Kennemerland kreeg grote industriële vestigingen als Van Gelder Papier en Koninklijke Hoogovens langs het kanaal, en vanwege de zeelucht kwamen er verpleeginrichtingen als Heliomare. In Zuid-Kennemerland werd Zandvoort een internationale badplaats.

### Buitenplaatsen

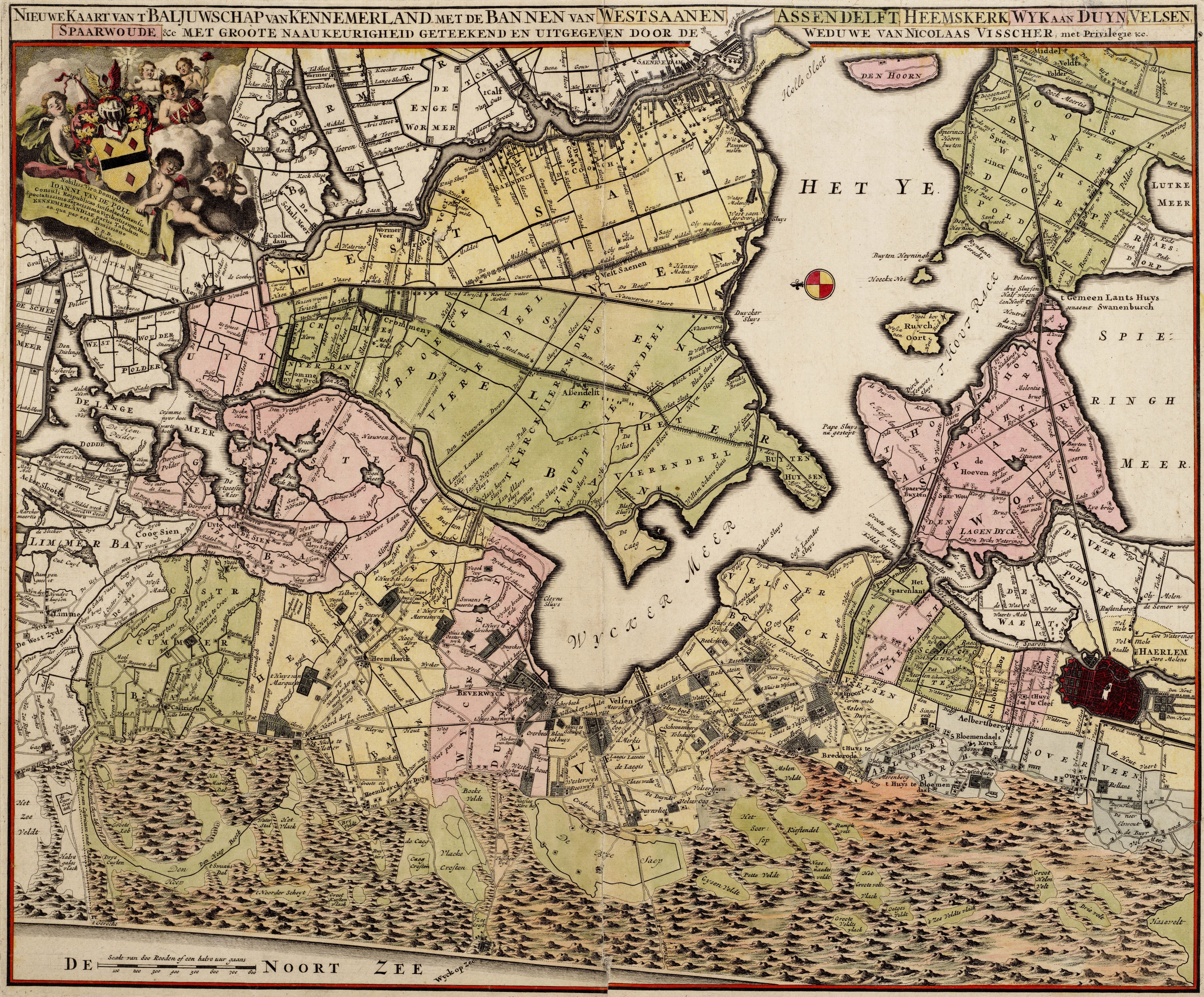
Begin-17e-eeuwse kaart van het baljuwschap van Kennemerland met een aantal buitens rond het Wijkermeer

Het Kennemerland werd in de 18e eeuw een geliefde verblijfplaats voor welgestelde Amsterdammers, die er hun buitenplaatsen lieten aanleggen. De oorsprong hiervan lag vaak in het feit dat rijke kooplieden in de 17e eeuw de agrarische hofsteden in deze streek zagen als een veiligere geldbelegging dan meer onzekere beleggingen zoals de zeevaart of investeringen in overzeese gebieden. De streek was vanuit Amsterdam beter bereikbaar geworden door de aanleg van de Haarlemmertrekvaart in 1632. In de latere 17e eeuw werden een aantal van deze boerderijen omgezet naar landhuizen met weelderige tuinen om te kunnen dienen als zomerverblijf. Soms werd ook een kasteel verbouwd tot buiten (bijvoorbeeld Slot Assumburg) of werd een buiten direct in de polder gebouwd. Bij de locatiekeuze werd vaak het uitzicht over water en weilanden als uitgangspunt genomen, zodat veel buitens werden gesticht langs de rivieren en  aan het Wijkermeer. Als tuinideaal gold vanaf het laatste kwart van de 17e eeuw de strakke Franse tuin met een centrale as om perspectief te creëren en lanen, bosschages en waterpartijen in meetkundige vormen.
In de 18e eeuw namen de buitenplaatsen sterk toe in aantal en omvang. Na de aanleg van de rijweg langs de Haarlemmertrekvaart in 1770 nam de bereikbaarheid van de streek verder toe en groeide deze vervolgens uit tot een recreatiegebied voor rijkere stedelingen. Vanaf de jaren 1770 werden veel Franse tuinen omgezet naar Engelse landschapstuinen. Voorbeelden hiervan zijn Beeckestein, Velserbeek en Waterland. 
In de 19e eeuw kwam een einde aan de groei van de buitens. Na de doorsnijding van Kennermerland door het Noordzeekanaal in de jaren 1870, groeide de vraag om land voor de uitbreiding van de vissershaven van IJmuiden en de aanleg van het industriegebied van Hoogovens met bijbehorende arbeiderswijken in de eerste helft van de 20e eeuw. Daarnaast werden eind 19e eeuw bij Bloemendaal (net als in Het Gooi) een aantal buitens omgezet naar villawijken: eerst voor welgestelde renteniers uit de stad en vervolgens ook voor welgestelde forensen. Deze aanleg hield verband met de betere bereikbaarheid van deze plaats met het openbaar vervoer. Veel van de nog bestaande buitenplaatsen werden in de loop van de 20e eeuw omgevormd tot kantoren of openbare instellingen. Nadat een aantal buitens met hun tuinen werd bedreigd in hun voortbestaan, is een aantal buitens in de 20e eeuw aangewezen als monument.

### Waterwinning
Op een van de buitens, Leyduin, bedachten David van Lennep en zijn zoon Jacob een plan om drinkwater op te slaan en door een waterleiding naar Amsterdam te voeren. Daarmee begon een nieuw hoofdstuk in de geschiedenis van de Kennemer duinen: het snel groeiende gebruik als waterwingebied.
Wegens het zuivere duinwater telde Haarlem veel bierbrouwerijen, en waren in de omgeving grote linnenblekerijen. De naam "Haarlemmer bleek" voor wit linnen was bekend in heel Europa, tot in de 20e eeuw.

## Gemeenten van de huidige samenwerkingsregio[bron?]
Noord-Kennemerland
- Alkmaar
- Bergen
- Castricum
- Dijk en Waard
- Heiloo
- Uitgeest

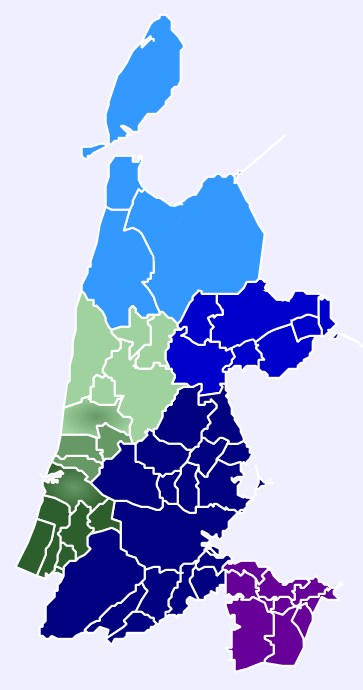
Bestuurlijke samenwerkingsregio's in Noord-Holland, de drie Kennemerland-regio's en IJmond in groen.

Onderverdeeld staan Alkmaar en de toenmalige gemeenten Heerhugowaard en Langedijk (per 1 januari 2022 gefuseerd tot Dijk en Waard) bekend als de ‘HAL-stad’, en de gemeenten Bergen, Uitgeest, Castricum en Heiloo staan bekend als de ‘BUCH-gemeenten’.
Midden-Kennemerland / IJmond
- Beverwijk
- Heemskerk
- Velsen

Zuid-Kennemerland
- Bloemendaal
- Haarlem
- Heemstede
- Zandvoort

De gemeenten Alkmaar, Dijk en Waard en Uitgeest behoren enkel tot de samenwerkingsregio maar niet tot het oorspronkelijke gebied van Kennemerland en het graafschap. De oorspronkelijk bedoeling was dat deze gemeenten een eigen samenwerkingsverband en streekplangebied zouden gaan vormen onder de naam West-Friesland-West. Later is door de provincie Noord-Holland besloten deze gemeenten samen te nemen met de kustgemeenten, en is de gehele regio Noord-Kennemerland genoemd. Historisch gezien een dwaling, die sterk overeenkomt met de foutieve benaming Kop van Noord-Holland voor Schagen, Niedorp en Warmenhuizen.
De gemeenten Bergen, Castricum en Heiloo zijn twijfelgevallen. Ze behoorden wel tot het graafschap dat door Holland werd hersticht na verovering van het gebied, zij het dat het gebied van de huidige gemeente Heiloo er slechts gedeeltelijk toe behoorde. Tegenwoordig wordt echter vaak het Noordhollandsch Kanaal en de Westfriese Omringdijk als grens gehanteerd. Een groot gedeelte van de Zaanstreek heeft ook een periode tot het graafschap Kennemerland behoord, al heeft het grotendeels bij Holland gehoord. Bovendien is de Zaanstreek door Holland gesticht, samen met een mengeling van Westfriese boeren. Dorpen zoals Oostzaan, Wormer, Jisp en Neck zijn te allen tijde onderdeel geweest van het graafschap Holland. Ook de stad Zaandam die toen nog Oost-Zaandam en West-Zaandam heette.
De gemeenten van Midden-Kennemerland vormden samen met de gemeente Castricum ook een eigen samenwerkingsregio met de naam IJmond. Door de gemeentelijke herindeling waarbij Castricum met Akersloot en Limmen samengevoegd werd, is besloten dat Castricum definitief deel werd van het samenwerkingsverband Noord-Kennemerland (SNK) en het streekplangebied Noord-Holland-Noord, waarbinnen samengewerkt wordt in het kader van Noordwest 8.
De overige gemeenten uit de IJmond, namelijk Velsen, Beverwijk, Heemskerk en Uitgeest zijn samen met de gemeenten uit Zuid-Kennemerland tegenwoordig onderdeel van de bestuurlijke eenheid van West-Kennemerland.

## Natuur
Het Nationaal Park Zuid-Kennemerland bestaat hoofdzakelijk uit duinen. Daarnaast behoren ook enkele landgoederen, duinrandbossen en stranden tot het gebied. Het hoogste punt in het natuurpark is de ruim 45 meter hoge Brederodeberg in het bosrijke oostelijke deel. Dit duin tussen ingang Duin en Kruidberg en Bleek en Berg vormt vooral een sportieve uitdaging, aangezien er door de begroeiing geen weids uitzicht is. Het net buiten het nationaal park gelegen Kopje van Bloemendaal (43 meter; met uitkijktoren 52 meter) biedt wel een zeer weids uitzicht (over het nationaal park, over zee, over Haarlem en over Amsterdam).

## Dialect
Kennemerland kent een eigen dialect, het Kennemerlands.
Amstelland · Beemster · Bollenstreek¹ · Het Gooi · Groene Hart¹ · Haarlemmermeer · Holland¹ · Kennemerland · Kop van Noord-Holland · Purmer · Randstad¹ · Schermer · De Streek · Texel · Utrechtse Heuvelrug¹ · Vechtstreek¹ · Waterland · West-Friesland · Zaanstreek
¹ ligt ook buiten Noord-Holland